# Dorfkirche Schinne

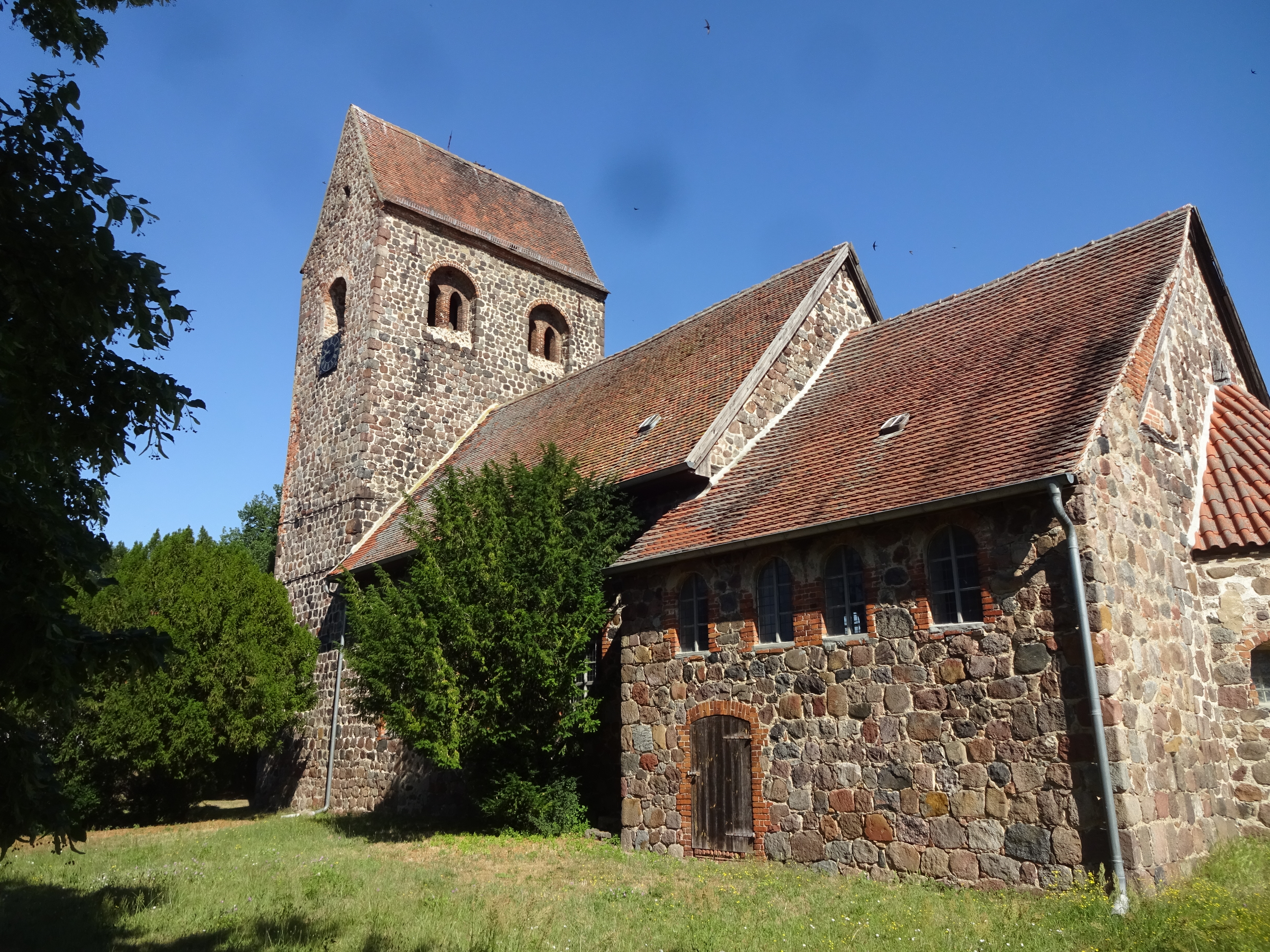
Dorfkirche Schinne

Die evangelische Dorfkirche Schinne ist eine romanische Saalkirche im Ortsteil Schinne von Bismark (Altmark) im Landkreis Stendal in Sachsen-Anhalt. Sie gehört zum Pfarrbereich Möringen-Uenglingen im Kirchenkreis Stendal der Evangelischen Kirche in Mitteldeutschland (EKMD) und kann auf Anfrage besichtigt werden.

## Geschichte und Architektur
Eine Kirche in Schinne wird 1188 erstmals erwähnt, vermutlich ein Vorgängerbauwerk der heutigen Kirche; diese besteht in vollständiger Anlage aus dem romanischen Schiff aus Feldsteinquadern mit eingezogenem Rechteckchor, Apsis und dem Westquerturm; der dendrochronologisch auf 1215 ± 10 (d) datiert wurde. Ursprünglich sind noch das Ostfenster der Apsis und ein vermauertes romanisches Portal an der Nordseite. Der Turm zeigt noch das ursprüngliche, rundbogige Westportal und gepaarte spitzbogige Schallöffnungen unter einer Rundbogenblende. Über einer Bahrenkammer an der Südseite des Chores liegt die von außen zugängliche Patronatsloge. Die letzte Instandsetzung erfolgte im Jahr 1999.
Im Innern ist das Bauwerk durch eine flache Holzbalkendecke abgeschlossen, ein nachträglich verbreiterter, gedrückter Triumphbogen unterteilt den Raum. Der Turm ist durch ein querliegendes Tonnengewölbe in zwei Geschosse gegliedert, ein ehemaliger Rundbogendurchgang zur Empore ist vermauert. Der Schub des oberen Gewölbes machte statische Sicherungsmaßnahmen am Turm erforderlich.

## Ausstattung
Das Hauptstück der Ausstattung ist ein Kanzelaltar aus der Zeit um 1730 mit seitlichen Durchgängen vor der Apsis, der die Chorbreite einnimmt. Der geschwungene Kanzelkorb ist von Säulen flankiert, über dem Gesims ist ein kronenartiger Schalldeckel mit Kreuz und Putti angebracht. Die Taufe ist frühgotisch, in achteckiger Kelchform gestaltet. Drei Grabsteine des Henning von Borstel († 1617), einer Frau von Borstel († 1605), stark abgetreten, und des Daniel von Borstel († 1625) sind erhalten, jeweils mit Relieffiguren, die letztgenannten sind mit Ahnenprobe versehen. Vor dem Westportal liegt die stark abgetretene Grabplatte des Wilhelm von Rincke († 1628). Die Farbglasfenster aus der Zeit um 1910 sind bezeichnet mit Ferdinand Müller; sie zeigen die Rettung Petri und den Guten Hirten. Zwei Bronzeglocken wurden von Meister Volkerus aus Westfalen, 1441 und Jost Bodeker, Havelberg, 1598 gegossen.
Auf der hufeisenförmigen Westempore steht eine Orgel mit dreiteiligem Prospekt in Neorenaissanceformen.